# Congophiloscia bolamae
Congophiloscia bolamae är en kräftdjursart som beskrevs av Helmut Schmalfuss och Franco Ferrara 1978. Congophiloscia bolamae ingår i släktet Congophiloscia och familjen Philosciidae. Inga underarter finns listade i Catalogue of Life.